# Maxwell (automóvil)
Maxwell fue una marca de automóviles fabricados en los Estados Unidos de América entre c.1904 y 1925. El actual sucesor de la empresa Maxwell es la Fiat Chrysler Automobiles.

## Historia

### Maxwell-Briscoe Company
La producción de automóviles Maxwell se inició bajo la Maxwell-Briscoe Company, de Tarrytown, Nueva York. La compañía fue nombrada en honor a sus fundadores, Jonathan Dixon Maxwell, quien anteriormente había trabajado para la Oldsmobile, y Benjamin Briscoe, un pionero de la industria automotriz y dueño parcial de la Briscoe Brothers Metalworks.
En 1907, a raíz de un incendio que destruyó la fábrica de Tarrytown, NY, la Maxwell-Briscoe construyó la que entonces era la mayor fábrica de automóviles en el mundo, en New Castle, Indiana. Esta fábrica se mantuvo bajo la Chrysler luego de adquirir la empresa Maxwell hasta su demolición en el año 2004.
Por un tiempo, la Maxwell fue considerada una de las tres principales empresas de automóviles en los Estados Unidos, junto con General Motors y Ford. (aunque la frase "Big Three" no fue usada en la época). La Maxwell fue la única empresa rentable del conglomerado United States Motor Company, fundada en 1910. Debido a un conflicto entre dos de sus patrocinadores, la USMC se derrumbó en 1913, después del fracaso de la Brush Motor Company, la única empresa que seguía en pie junto a la Maxwell.

### Maxwell Motor Company, Inc.
En 1913, los activos de la Maxwell fueron supervisados por Walter Flanders, que reorganizó la compañía como la Maxwell Motor Company, Inc.  La compañía se trasladó a Highland Park, Míchigan. Algunos de los Maxwells también fueron fabricados en dos plantas en Dayton, Ohio. Para 1914, Maxwell había vendido 60.000 vehículos.
La empresa respondió a la creciente número de carros a bajo precio—incluyendo los Ford Modelo N ($700), el Oldsmobile Runabout ($650), el Brush Runabout ($485), el Black ($375), el Western Gale Model A ($500), y el Success (una ganga al increíblemente bajo precio de $250)—mediante la introducción de su Model 25, su auto de cuatro cilindros más barato. Con un precio de $695, este auto de turismo con cinco asientos contaba con un magneto de encendido, bocina eléctrica, motor de arranque eléctrico (opcional) y faros, y un innovador amortiguador para proteger el radiador.

### Adquisición por Walter Chrysler

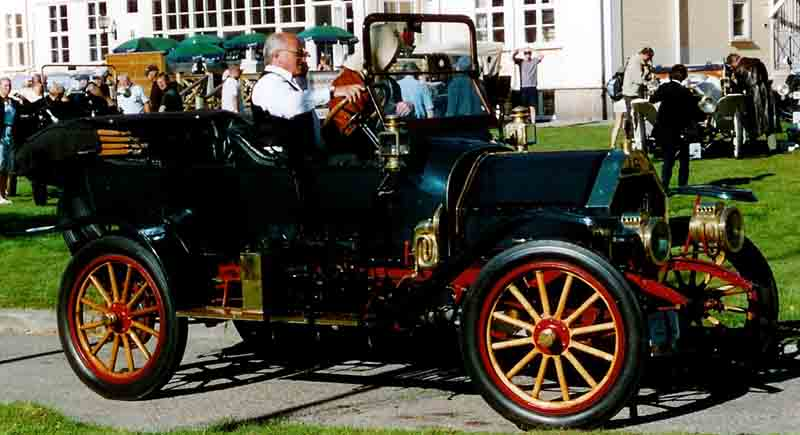
Maxwell Mascotte Touring 1911

La Maxwell, finalmente se sobre-extendió y quedó con una importante deuda, con más de la mitad de su producción sin vender durante la recesión posterior a la Primera Guerra Mundial en 1920. Al año siguiente, Walter P. Chrysler adquirió un interés en el control de la Maxwell Motors, posteriormente re-incorporándola en la Virginia del Oeste, nombrándose como presidente. Una de sus primeras tareas fue para corregir las fallas en la Maxwell, cuya calidad había flaqueado. Esta versión mejorada del coche fue comercializado como "Maxwell"
Alrededor de aquella época, la Maxwell estuvo en el proceso de fusión, torpemente en el mejor de los casos, con la aproblemada Chalmers Automobile Company, la cual cesó su producción a finales de 1923.

### Retiro de la marca
En 1925, Chrysler formó su propia compañía, la Chrysler Corporation. Ese mismo año, la marca Maxwell fue eliminada y los activos de la empresa fueron absorbidos por Chrysler. No obstante, el automóvil Maxwell seguiría vivo de otra forma, puesto que el nuevo Chrysler de 4 cilindros introducido como un modelo 1926, fue basado en gran medida en el diseño del Maxwell del año anterior. Y este "ex-Maxwell" sufriría otra transformación en 1928, cuando este modelo traería consigo la creación de la primera compañía Plymouth.

## Marketing al mercado femenino
La Maxwell fue una de las primeras compañías de automóviles en dirigir publicidad hacia las mujeres. En 1909 generó noticias cuando Alice Huyler Ramsey, una de las primeras defensoras de las mujeres conductoras, utilizó un Maxwell para convertirse en la primera mujer en conducir a través de los Estados Unidos de costa a costa. Para 1914 la compañía se alineó públicamente con los derechos de las mujeres. Ese año anunció su plan para contratar tantos hombres como mujeres entre su personal de ventas. Se ofreció una recepción promocional en su concesionario de Manhattan que contó con destacadas sufragistas como Crystal Eastman, mientras que en la vitrina del showroom, una mujer montaba y desmontaba un motor Maxwell en frente de los espectadores.

## En los medios de comunicación

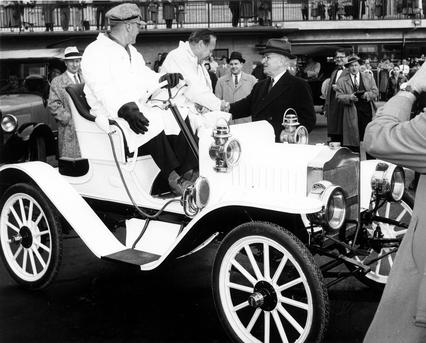
El comediante Jack Benny (quien se ve saludándose con Harry S. Truman desde el asiento de un Maxwell Roadster de c.1908) mantuvo al automóvil Maxwell en la cultura popular de EE. UU. por más de medio siglo después que la marca dejara de existir.

En 1920, la Maxwell logró que la actriz y productora Nell Shipman apareciera en un corto promocional con el  automóvil. Ella finalmente logró estirar el presupuesto para realizar un largometraje titulado Something New, que ensalzaba las cualidades del carro Maxwell en el cual Nell Shipman y Bert Van Tuyle escapaban de unos bandidos mexicanos, sobreponiéndose a obstáculos tales como piedras, ríos, quebradas, y otros tipos de terrenos ásperos. En numerosas exhibiciones, la Maxwell traía al (ya maltratado) vehículo como una atracción.
Un viejo y decrépito Maxwell se hizo famoso como el manejado por el humorista Jack Benny décadas después de que se había dejado de fabricar. El chiste consistía en que Benny era demasiado tacaño para comprar un auto nuevo o incluso uno usado—siempre y cuando su viejo Maxwell siguiera andando, por muchas fallas que tuviese. En un principio se utilizó una grabación, pero cuando una falla impidió que se reprodujera, el actor de voz Mel Blanc improvisó los sonidos del carro intentando entrar en marcha. Su actuación tuvo tan buena recepción que se le pidió continuar con esa tarea de forma permanente.